# Fazenda Itamarati
La fazenda Itamarati, située à 45 km de Ponta Porã, dans le Mato Grosso do Sul, près du Paraguay, est l'une des grandes fazendas historique du Brésil, symbole de l'agriculture intensive moderne. Avec 50 000 hectares (500 km2), 260 véhicules et machines agraires, un village de 370 maisons, doté d'un centre de santé, d'un supermarché et d'une piste asphaltée , c'était jusqu'en 2004 la propriété du « roi du soja » Olacyr de Moraes (pt).
Par sa taille et sa production, ce fut l'une des dix grandes fazendas du Brésil, 
visitée deux fois par des présidents de la République du Brésil. En dépit de ses records de productivité, Olacyr de Moraes se ruina lors de la construction d'un chemin de fer liant le Mato Grosso au port de Santos, près de São Paulo, et la fazenda fut vendue dans les années 2000 à l'État qui l'attribua à des familles du Mouvement des sans-terre,. Jadis le plus jeune milliardaire en dollars du Brésil, l'empire d'Olacyr de Moraes, constitué de plus de 40 entreprises (banques, BTP, centrale hydro-électrique, transport ferroviaire, sans compter l'agro-industrie) , avait employé plus de 25 000 personnes au temps de sa splendeur,.

## Le symbole de l'agriculture intensive brésilienne
Soutenu par la dictature militaire, Olacyr de Moraes (pt) acheta en 1972 ces 50 000 hectares à 300 km de Campo Grande, où il implanta le soja, profitant de la  crue du Mississippi de 1973.
Grâce à un investissement dans un laboratoire d'agronomie et à la généralisation de l'irrigation à pivot central (67 pivots en 2001), sa fazenda se transforma en symbole de la production intensive et de l'agriculture mécanisée, tranchant avec l'agriculture extensive d'autres fazendas . Elle devint ainsi, dans les années 1980, la plus grande productrice individuelle de soja au monde, ses agronomes développant plus d'une centaine de variétés de soja afin de l'adapter au climat subtropical humide du Mato Grosso do Sul. Il développa aussi le coton ITA-90, qui permit de transformer le Brésil, d'importateur, en exportateur. Cette recherche agronomique s'effectua en collaboration avec l'EMBRAPA, l'Institut agronome national, ainsi que l'Université fédérale de Viçosa.
Par ailleurs, Olacyr de Moraes construisit l'usine Itamarati, située à Nova Olímpia (Mato Grosso) et transformant la canne à sucre en sucre et alcool (cachaça) .
Dans les années 1990, la fazenda Itamarati devint le deuxième producteur brésilien de coton, avant de devenir le premier producteur brésilien de maïs . L'empire d'Olacyr de Moraes devint aussi l'un des leaders de la canne à sucre et du biocarburant d'éthanol .
Mais parallèlement, alors que le Plano Real (en) de 1994, destiné à lutter contre l'hyper-inflation, affectait durement les exportations agricoles et donc l'empire Itamarati, un projet ferroviaire vint s'ajouter pour provoquer la quasi-ruine de Moraes, qui avait créé l'entreprise de BTP Constran. À la fin des années 1980, le fazendeiro entama la construction du chemin de fer Ferronorte (pt), afin de lier le Centre-Ouest au port de Santos (São Paulo), le plus grand port d'Amérique latine. Plus d'1,2 milliard de dollars furent investis dans ce projet démesuré, avec le soutien de l'État, Olacyr de Moraes investissant 400 millions de sa poche, dont 200 millions empruntés. Le chantier fut long, le gouverneur de São Paulo, Paulo Maluf, mettant 7 ans, au lieu des 2 ans prévus, à construire le pont sur le Rio Paraná liant le Ferronorte à Santos, finalement inauguré en 1998. Moraes fut contraint de vendre sa banque, Itamarati, à BCN, avant de perdre 1,2 milliard de dollars en cinq ans, dans les années 1990.
Le chemin de fer est contrôlé depuis 2006 par le groupe América Latina Logística, et transporte le soja de toute la région vers la façade atlantique. En 2004, il transportait 7 millions de tonnes de soja par an.

## La réforme agraire
Presque ruiné par le projet ferroviaire, Moraes proposa de vendre au gouvernement fédéral la fazenda pour 300 millions de reais, mais Brasilia refusa, avant de l'hypothéquer à la banque Itaú . En raison de la taille démesurée de la fazenda, mais aussi des conflits sociaux dû à l'inégalité agraire dans l'État du Mato Grosso do Sul et à la mobilisation du Mouvement des sans-terre, celle-ci ne parvint pas à trouver des investisseurs. La banque Itaú proposa alors de revendre la moitié des terres au gouvernement fédéral pour 27 millions de reais, devant être payés sur 15 ans avec des títulos da dívida agrária (TDA, titres de la réforme agraire) .
En 2001, sous le gouvernement Lula, la moitié des 50 000 ha de la fazenda furent finalement transférés à 1 300 familles membres du Mouvement des sans-terre, de la Fetagri (Federação dos Trabalhadores na Agricultura (pt)), la CUT (Centrale unique des travailleurs)  et l'Associação dos Moradores e Funcionários da Fazenda Itamarati , et regroupées en coopératives . Chaque famille a reçu 20 hectares et un crédit de 20 000 reias pour exploiter ceux-ci . Ainsi, la fazenda est dans la situation atypique de devoir recréer un modèle d'agriculture vivrière afin de répondre aux besoins des sans-terres alors que le reste du Brésil est en pleine évolution vers l'agriculture intensive. Le gouverneur du Mato Grosso, Zeca do PT (pt), investi 20 millions de reias, avec l'appui d'Eletrobras, dans des aménagements électriques pour les sans-terre, en 2000, dans le cadre du programme Lumière à la Campagne (Luz no Campo) .
Olacyr de Moraes demeura propriétaire de la moitié de la fazenda. Les coûts d'énergie électrique de celle-ci, en 2000, s'élevaient à 1,5 million de reias, et 15 millions en semences, récolte et maintenance des machines . En 2004, Moraes fut contraint de vendre, sous la pression des créditeurs, le reste de la fazenda à l'Instituto Nacional de Colonização e Reforma Agrária pour 165 millions de reias, dont 56 millions payés en espèces et le reste en titres de réforme agraire. L'institut transféra ces terres à 3 000 autres familles du MST.
Alors qu'il investissait, en 2006, dans une centrale hydro-électrique à Djouba, il fut contraint de vendre, en mars 2010, l'entreprise de BTP Constran, pour 100 millions de reias, à UTC, une filiale de Technip, présente dans le gaz et l'énergie,. Fâché avec son fils, Marcos Moraes, Olacyr attribue sa ruine à la lenteur du gouverneur de Sao Paulo lors de la construction du pont ferroviaire, et souligne que s'il a pris des risques, il a préféré investir dans l'agribusiness et le développement des infrastructures du Brésil plutôt que de se transformer en « un autre banquier » . Le géographe Ademir Terra, qui parle au sujet de la fazenda d'un « modèle mégalomane » héritier de la Companhia Matte Larangeira, attribue cependant le déclin de l'exploitation principalement à l'assèchement des fonds publics l'ayant soutenu dans les années 1970.
En avril 2010, un établissement scolaire de plus de 20 salles fut inauguré dans l'ex-fazenda, financé dans le cadre du Plano de Ações Articuladas . Aujourd'hui, les ex-sans-terres cultivent du soja, font de l'élevage et produisent du lait dans l'ancienne fazenda, leur productivité étant correcte. Ils souffrent cependant de l'éloignement des principaux centres urbains, Ponta Porã et Dourados.